# Roberta Cordano
Roberta "Bobbi" Cordano, née en 1963 à Delavan (Wisconsin), est une avocate américaine, présidente de l'université Gallaudet depuis le 1er janvier 2016. Elle est la 11e personne à occuper ce poste, et la première femme sourde. 
Depuis son intronisation, elle contribue à étendre les droits, privilèges et avantages aux enfants et jeunes adultes sourds et muets enfants[évasif].

## Biographie

### Jeunesse et études
Elle fait ses études à Beloit College où elle obtient un bachelor universitaire. Elle entreprend ensuite des études à la faculté de droit de l'université du Wisconsin à Madison. 

### Carrière
Elle a été procureur général adjoint de Minnesota[précision nécessaire]. 